# Bobrov (Eslovàquia)
|  | No s'ha de confondre amb Bobrov. |

Bobrov és un poble i municipi d'Eslovàquia que es troba a la regió de Žilina, al centre-nord del país.
Es troba documentat des del 1550.

## Demografia
| Godina             | 1994 | 2004   | 2014    | 2024    |
| ------------------ | ---- | ------ | ------- | ------- |
| Nombre de persones | 1441 | 1530   | 1739    | 2084    |
| Diferència         |      | +6,17% | +13,66% | +19,83% |

| Godina             | 2023 | 2024   |
| ------------------ | ---- | ------ |
| Nombre de persones | 2042 | 2084   |
| Diferència         |      | +2,05% |